# Dujia
Dujia (kinesiska: 杜家, 杜家镇) är en köping i Kina. Den ligger i provinsen Heilongjiang, i den nordöstra delen av landet, omkring 110 kilometer sydost om provinshuvudstaden Harbin. Antalet invånare är 28 180. Befolkningen består av 13 851 kvinnor och 14 329 män. Barn under 15 år utgör 13,0 %, vuxna 15-64 år 78 %, och äldre över 65 år 7,0 %.
Genomsnittlig årsnederbörd är 908 millimeter. Den regnigaste månaden är juli, med i genomsnitt 199 mm nederbörd, och den torraste är januari, med 8 mm nederbörd.